# Temsamane (gemeente)
Temsamane (Tamazight: ⵜⴻⵎⵙⴰⵎⴰⵏ)  is een stad en gemeente gelegen in het Rifgebergte, in het noordoosten van Marokko. De stad behoort tot de provincie Driouch en de regio Oriental. Temsamane ligt in het stamgebied van de gelijknamige stam Ait Temsamane. In 2024 telde de Temsamane zo’n 12 duizend inwoners.

## Geboren in Temsamane
- Ahmed Ammi (1981), Marokkaans-Nederlands voetballer
- Khalid Boudou (1974), Marokkaans-Nederlands schrijver
- Hassan El Fakiri (1977), voetballer